# Incidente de Tongzhou
O nome Motim de Tongzhou (通州事件; pinyin: Tōngzhōu Shìjiàn), também conhecido como Incidente de Tongzhou, refere-se a um ataque de tropas chinesas contra soldados e civis japoneses no distrito de Tongzhou. Aconteceu em 29 de julho de 1937, semanas após o Incidente da Ponte Marco Polo, que desencadeou a Segunda Guerra Sino-Japonesa.

## História
Em 1937, o distrito de Tongzhou era a sede do Conselho Autônomo de Hebei Oriental, um governo colaborador chinês que controlava o ponto estratégico oriental de Pequim. Em julho, um destacamento de cerca de 800 soldados chineses, pertencentes ao 29º Exército do Exército Revolucionário Nacional, comandado pelo general Song Zheyuan, acampou sob as muralhas de Tongzhou e se recusou a sair, apesar dos protestos do chefe da guarnição japonesa. O chefe do governo de Hebei, na esperança de se livrar de seus aliados japoneses, concluiu um acordo secreto com o general Song, permitindo-lhe trazer suas tropas para Tongzhou.
Em 27 de julho, os chineses se recusaram a depor as armas. No dia seguinte, estourou um confronto armado entre as tropas japonesas e chinesas; os últimos logo foram subjugados e rechaçados contra as muralhas da cidade. Cerca de 5 000 soldados chineses do exército de Hebei Oriental, treinados pelos japoneses, se amotinaram para vir em auxílio dos soldados do Kuomintang e atacaram a guarnição japonesa. Soldados chineses também atacaram civis japoneses e coreanos residentes em Tongzhou; cerca de 250 civis foram mortos, enquanto a cidade foi quase destruída pelos combates.
O massacre foi usado pelo governo do Império do Japão para alimentar a propaganda de guerra e justificar a continuação da intervenção militar na China.

## Causas
Existem várias opiniões sobre a causa do motim do Exército de Hebei Oriental:
- Vingança contra o Japão pelo referido bombardeio.
- Transmissões de propaganda de rádio do Kuomintang que os fizeram acreditar que o KMT havia vencido na ponte Marco Polo.
- A conclusão de um acordo secreto entre o KMT e o governo de Hebei Oriental.
- Indignação com a inundação de drogas de ópio tolerada pelo governo de Hebei Oriental.

## Resultado
Além do pessoal militar japonês, aproximadamente 260 civis não chineses que viviam em Tongzhou de acordo com o Protocolo Boxer de 1901 foram mortos no levante. Um jornalista americano que visitou o local relatou que 117 civis japoneses e 106 coreanos foram mortos; Os diários privados de Chiang Kai-shek (publicados na década de 1970) registraram 104 baixas japonesas e 108 coreanas. Aproximadamente 60 civis estrangeiros sobreviveram e forneceram a jornalistas e historiadores posteriores relatos de testemunhas em primeira mão. Os chineses incendiaram e destruíram grande parte da cidade.
Os sentimentos antichineses foram ainda mais intensificados no Japão. O popular slogan japonês naqueles dias era "Punir a China, a ultrajante", japonês: 暴戻支那膺懲, romanizado: Bōrei Shina Yōchō ou sua versão mais curta, japonês :暴支膺懲, romanizado: Bō Shi Yōchō. Os aventureiros militares japoneses estacionados na China usaram este incidente para justificar novas operações militares sob o pretexto de proteger vidas e propriedades japonesas em Pequim e arredores. Após a Segunda Guerra Mundial, a equipe de defesa japonesa no Tribunal Militar Internacional para o Extremo Oriente (o Tribunal de Crimes de Guerra de Tóquio) apresentou a declaração oficial feita em 1937 pelo Ministério das Relações Exteriores do Japão como a causa inevitável dos conflitos sino-japoneses, mas o juiz presidente Sir William Webb rejeitou-a como prova.

## Galeria

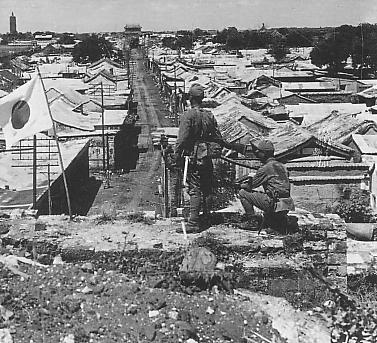
Soldados japoneses nas paredes de Tongzhou
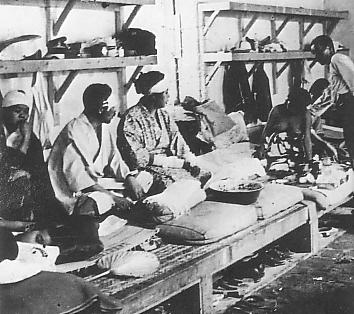
Sobreviventes japoneses do Motim de Tongzhou
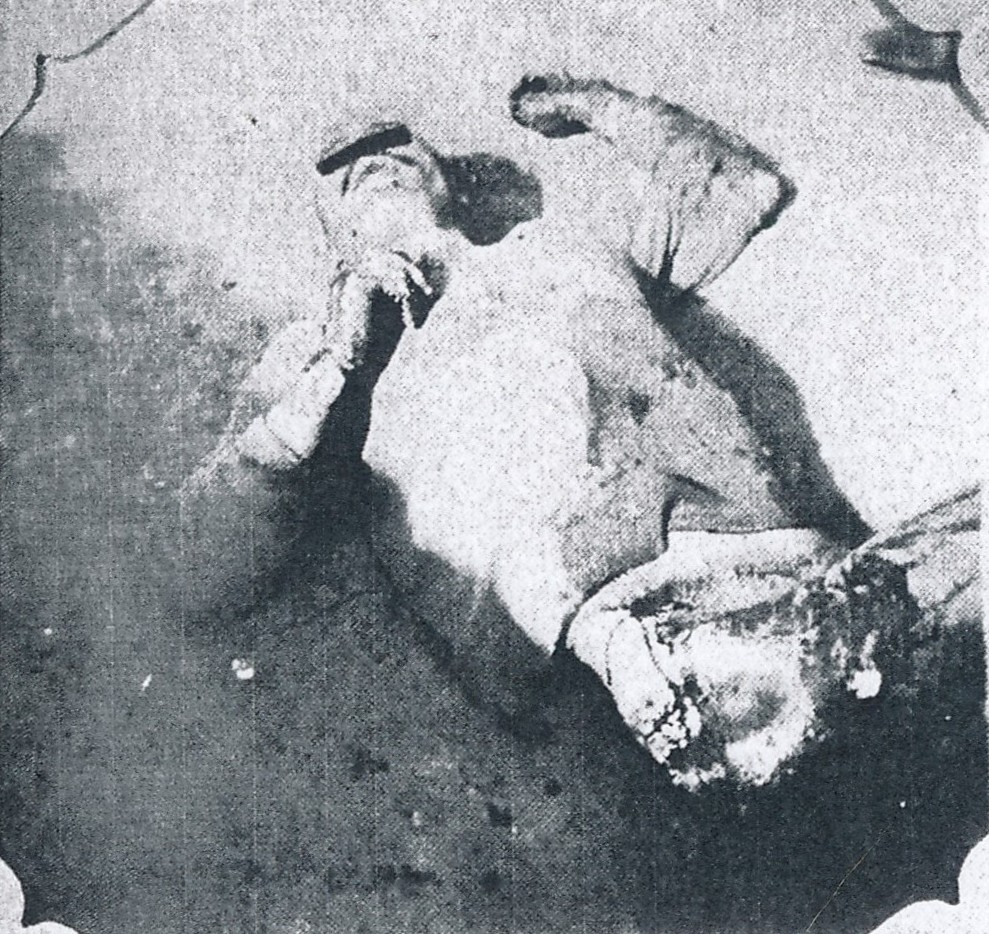
Vítimas do Motim de Tongzhou
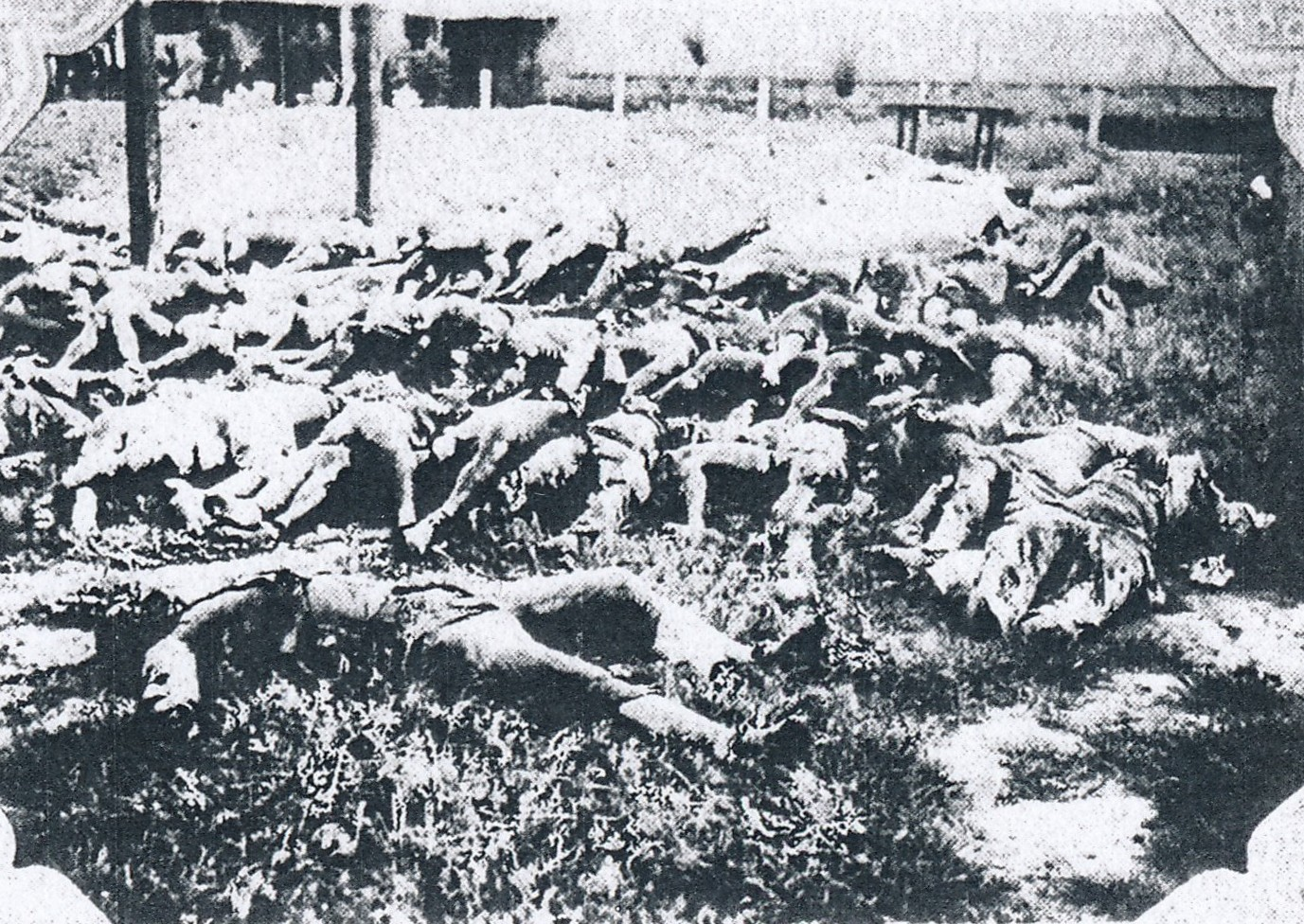
Vítimas de Tongzhou Muntiny
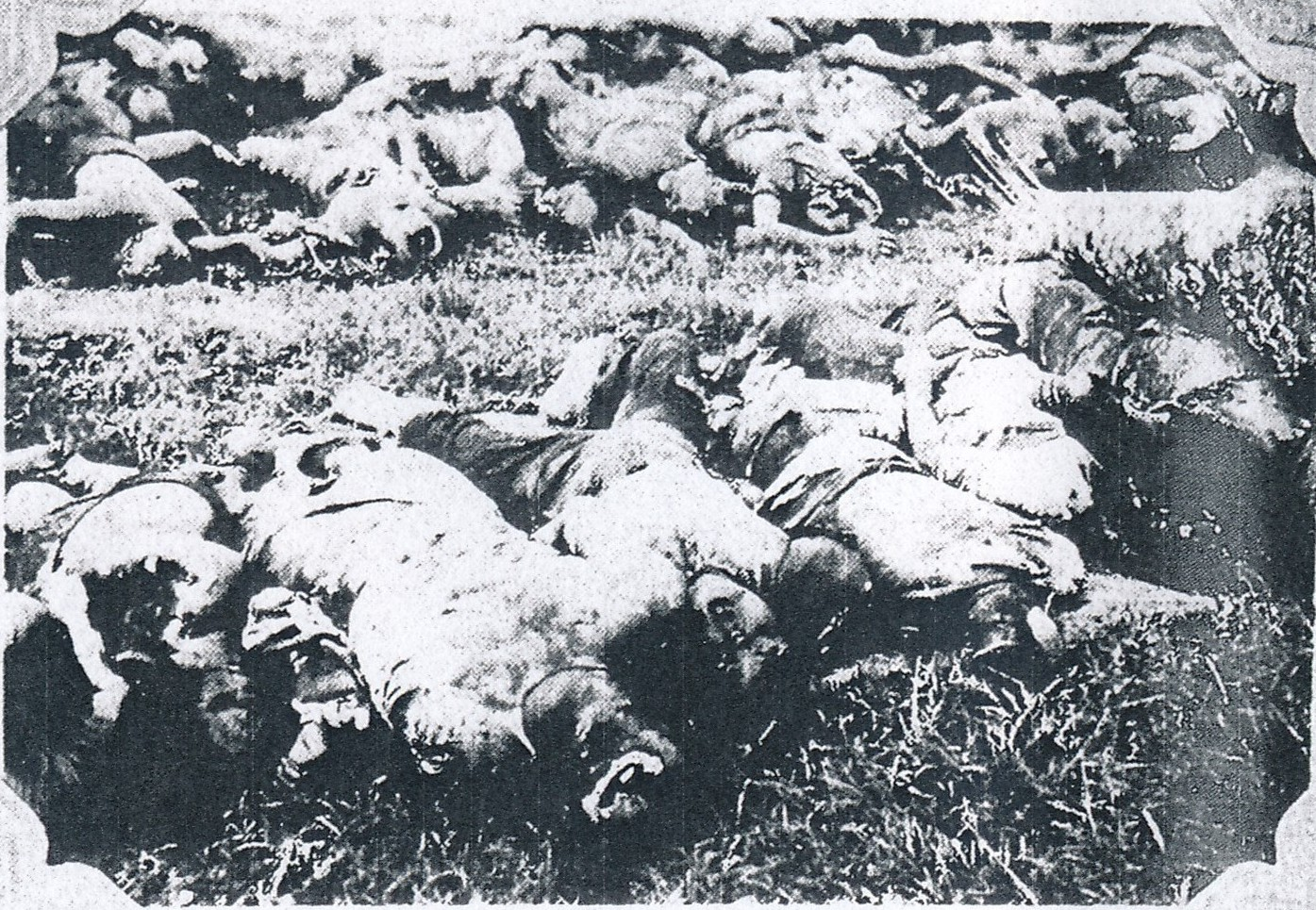
Vítimas do Motim de Tongzhou
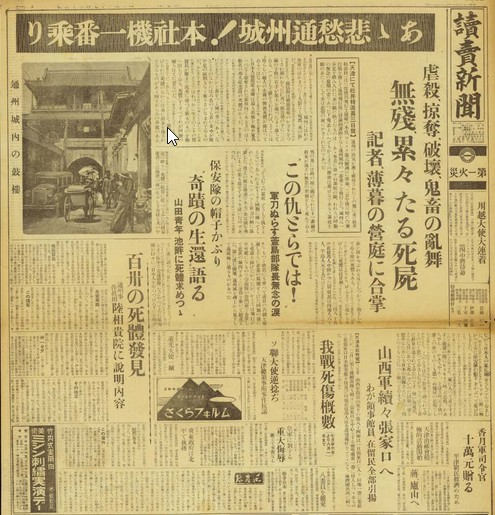
Jornal Yomiuri Shimbun relatando os incidentes